# Il nulla quotidiano
Il nulla quotidiano (in spagnolo La nada cotidiana) è un romanzo pubblicato nel 1995 in prima edizione spagnola e nel 1996 in prima edizione italiana dalla scrittrice, poetessa e regista cubana Zoé Valdés.

## Storia
L'Avana, 30 luglio 1994»
Il nulla quotidiano è l'opera che rende nota l'autrice, nata nell'anno della vittoria della rivoluzione di Fidel Castro, il 1959. Nasce col desiderio di raccontare cosa avvenne nell'isola che aveva tentato di creare il paradiso sulla terra vissuto con gli occhi di chi su quell'isola ci viveva circa quarant'anni dopo. Dopo questo libro Zoé Valdés ha pubblicato in Italia, tra gli altri, Tu mio primo amore, La vita intera ti ho dato e Cafè nostalgia.

## Descrizione
Il volume si compone di nove capitoli:
- Morire per la patria è vivere
- Nascita eroica
- Yocandra, tra il terrore e il pudore
- Il Traditore
- Dalla scultura all'ex cultura
- La Gusana
- Lince
- Le notti del Nichilista
- E pensare che io lo mettevo sul piedistallo

La protagonista che narra in prima persona è nata come la stessa autrice a L'Avana nel 1959. Vive ancora a Cuba decenni dopo e ha un rapporto epistolare con un'amica che vive in Spagna, a Madrid. La rivoluzione, descritta in modo colloquiale, con humor nero e con giochi di parole dimostra di aver fallito. La generazione di coloro che sono cresciuti in un sistema che avrebbe dovuto bandire l'ingiustizia si ritrova con un paradiso promesso che si è trasformato in un inferno. La scrittura rimane una delle poche vie di fuga per mantenere vivo il fuoco dell'esistenza.

## Critica
Il romanzo d'esordio ha reso Zoé Valdés un fenomeno letterario internazionale è una storia audace e oscena di una rivoluzione fallita e dei rancori che ne sono stati generati. Il romanzo segna un punto di svolta nella narrativa cubana sul periodo castrista e come tale ha ricevuto una notevole attenzione critica. La maggior parte dei critici ha sottolineato l'uso di un linguaggio volgare con descrizioni dettagliate sulla sessualità mescolate alla critica al regime cubano.

## Edizioni

### Edizione originale
- (ES) Zoé Valdés, La nada cotidiana, Barcelona, Emecé Editores, 1995, OCLC 34484201.

### Edizione italiana
- Zoé Valdés, Il nulla quotidiano, traduzione di Barbara Bertoni, Milano, Zanzibar, 1996, ISBN 9788885419353, OCLC 797527722.

### Edizioni in altre lingue
- (DE) Zoé Valdés, Das tägliche Nichts - Roman, Zürich, Ammann, 1996, OCLC 254538355.
- (PT) Zoé Valdés, O nada cotidiano, Rio de Janeiro, Editora Record, 1997, OCLC 70163502.
- (EN) Zoé Valdés, Yocandra in the paradise of nada: a novel of Cuba, traduzione di Sabina Cienfuegos, 1st English-language ed, New York, Boston, Arcade Pub.; Distributed by Little, Brown, 1997, OCLC 70163502.
- (EO) Zoé Valdés, La nada cotidiana, Barcelona, Emecé, 1997, OCLC 895120802.
- (FR) Zoé Valdés, La nada cotidiana, Barcelona, Emecé Editores, 1998, OCLC 43578050.